# Войномир
Войномир — первый правитель Паннонской Хорватии, который правил с 791 по 810 г..
Об этом правителе есть множество неясных вещей — от его происхождения и места проживания, и до его имени, которое в «Франкских анналах» писалось как Uuonomyro или Uuonomiro.
Известен тем, что в 796—799 воевал на стороне франков против авар. В результате совместных усилий Войномира и Карла Великого, авары были изгнаны из Хорватии, но Войномир, в обмен на военную помощь, был вынужден принять христианство.